# Виленский, Юрий Григорьевич
Ю́рий Григо́рьевич Виле́нский (3 сентября 1931 года, Киев — 27 августа 2020 года, там же) — врач-фтизиатр, кандидат медицинских наук, литератор и историк медицины. Многолетний исследователь жизни и творчества писателя Михаила Афанасьевича Булгакова с медицинской точки зрения. Член Национального союза журналистов Украины (с 1995 года). Лауреат премии АМН Украины (2009).

## Биография
Юрий Григорьевич Виленский родился 3 сентября 1931 года в г. Киеве.
Закончил Киевскую среднюю школу № 17 (1948), Киевский медицинский институт (1955).
Работал врачом-фтизиатром в Киевской и Черниговской областях, а затем в городской туберкулезной больнице г. Киева.
В 1973 году защитил кандидатскую диссертацию.
Начал публиковаться в научной и периодической печати с 1960-х годов. В 1991 году вышла первая книга Юрия Григорьевича Виленского «Доктор Булгаков».
Врач впервые написал о враче, постигнув тайны личного дела студента-медика Булгакова, много десятилетий хранившегося в архиве. Побывав затем и в местах практической врачебной деятельности своего героя в Каменец-Подольском, Черновцах, на Смоленщине, Ю. Виленский убедительно показал, что М. Булгаков как врач продолжает полнокровно жить на страницах своих романов, пьес и рассказов. А такие его произведения, как «Морфий» и «Звездная сыпь», являются не только талантливыми художественными произведениями, но и непреходящими медицинскими и деонтологическими декларациями. «Вслед за своим великим учителем доктором Чеховым Булгаков побуждает к пристальному взгляду в самое себя, наполняя энергией страсти такие светильники цивилизации, как Жизнь, Мужество, Нежность, Ответственность, Сострадание, Любовь» — вот кредо книги о Булгакове-враче, ныне ставшей библиографической редкостью, хотя в 2003 и 2010 году книга была переиздана с рядом дополнений, в 2011 г. вышло 4-е издание в издательском доме «Авиценна» (Киев).
Лауреат премии Академии медицинских наук Украины (2009) за цикл историко-медицинских исследований.

## Публикации

### Книги
- Виленский Ю. «Доктор Булгаков» перв. ред. (1991)
- Виленский Ю. «Доктор Булгаков» вт. ред. (1995)
- Виленский Ю. «Виктор Некрасов: Портрет жизни» (2001; 2-е изд. 2016; 3-е изд. 2018 на укр. яз.)
- Виленский Ю. «Доктор Булгаков» тр. ред. (2003)
- Виленский Ю. «Огонь на себя» (2003)
- Виленский Ю. «Детский хирург Николай Ситковский» (2003)
- Виленский Ю. «Александр Ивченко. Авиация и личность», в соавторстве (2003)
- Виленский Ю. «Доторк до полум’я», в соавторстве (2006)
- Виленский Ю. «Степан Руданський — лікар i поет», в соавторстве (2008)
- Виленский Ю. Жизнь в науке — наука в жизни. Беседы с академиком Филиппом Николаевичем Серковым [Текст] : монографія / Ю. Г. Виленский, А. М. Шевко ; Ин-т физиологии им. А. А. Богомольца НАН Украины. — К. : Наук. думка, 2009. — 190 с. : ил. — ISBN 978-966-00-0843-0.
- Виленский Ю. «Доктор Булгаков» чет. ред. 472 с. (2010)
- Виленский Ю. «Доктор Булгаков» пятая ред. (2011)
- Виленский Ю. «Віктор Некрасов. Портрет життя» К.: ДУХ І ЛІТЕРА, 2018. — 328 с

### Учебники
- Ю. Г. Виленский. «Основи медичної етіки», в соавторстве (1995)

### Другие публикации
Публиковался в газетах «Зеркало недели», «День», «Правда Украины», «Медицинская газета» (Москва), «Ваше здоров’я» (Киев), «Здоров’я України» (Киев), журналы «Хірургія України» (Киев), «Доктор» (Киев), «Мистецтво лікування» (Киев), «Радуга» (Киев).
К примеру:
- У Виктора Некрасова на площади Кеннеди

Один из авторов проекта «Киевский календарь»